# Şeyma Ercan
Şeyma Ercan est une joueuse de volley-ball turque née le 5 juillet 1994 à Ankara. Elle mesure 1,87 m et joue au poste de réceptionneuse-attaquante. 

## Clubs
| Club                | De        | À         |
| ------------------- | --------- | --------- |
| Gazi Üniversitesi   | 2005-2006 | 2010-2011 |
| Beşiktaş JK         | 2011-2012 | 2011-2012 |
| Bursa BB            | 2012-2013 | 2012-2013 |
| Eczacıbaşı İstanbul | 2013-2014 | 2014-2015 |
| Fenerbahçe SK       | 2015-2016 | 2016-2017 |
| Beşiktaş JK         | 2017-2018 | 2017-2018 |
| THY Spor Kulübü     | 2018-2019 | 2023-2024 |
| Zeren SK            | 2024-2025 | ...       |

## Palmarès

### Équipe nationale
- Ligue des nations
  - Finaliste : 2018.
- Championnat d'Europe
  - Finaliste : 2019.
- Championnat d'Europe des moins de 18 ans
  - Vainqueur : 2011.
- Championnat du monde des moins de 18 ans
  - Vainqueur : 2011[2]
- Championnat d'Europe des moins de 20 ans
  - Vainqueur : 2012.
- Championnat du monde des moins de 23 ans
  - Finaliste : 2015.

### Clubs
- Supercoupe de Turquie
  - Vainqueur: 2015.
  - Finaliste : 2013.
- Ligue des champions
  - Vainqueur: 2015.
- Championnat du monde des clubs
  - Vainqueur : 2015.
- Championnat de Turquie
  - Vainqueur : 2017.
  - Finaliste : 2016.
- Coupe de Turquie
  - Vainqueur: 2017.

### Distinctions individuelles
- Championnat d'Europe féminin de volley-ball des moins de 18 ans 2011: Meilleure serveuse.